# Instituto Tecnológico de las Américas
El Instituto Tecnológico de las Américas (ITLA) es una institución especializada en estudios técnicos-superiores en La Caleta, Boca Chica, Provincia de Santo Domingo, República Dominicana.

## Carreras
La universidad ofrece las siguientes carreras:
- Tecnología en Desarrollo de Software
- Tecnología en Redes de Información
- Tecnología en Seguridad Informática
- Tecnología en Multimedia
- Tecnología  en Sonido
- Tecnología en Mecatrónica
- Tecnología en Manufactura Automatizada
- Tecnología en Diseño Industrial
- Tecnología en Manufactura de Dispositivos Médicos
- Tecnología en inteligencia artificial
- Tecnología en Telecomunicaciones
- Tecnología en Analítica y Ciencia de los Datos
- Tecnología en Informática Forense
- Tecnología en Energías Renovables
- Tecnología en Simulaciones Interactivas y Videojuegos

## Historia
Fundado en el año 2000 por el Estado dominicano, el Instituto Tecnológico de Las Américas (ITLA), es el único centro especializado en educación tecnológica en la República Dominicana. Ha obtenido diversos reconocimientos por el prestigio y calidad de sus servicios, entre ellos el Premio Nacional a la Calidad que otorga el Ministerio de Administración Pública del país, convirtiéndose en la primera institución académica en recibir el galardón.
ITLA ofrece una formación académica que les capacite para utilizar la tecnología como catalizador del desarrollo social y humano de los ciudadanos.
Las áreas de especialización del ITLA son: Desarrollo de Software, Redes de Información, Multimedia, Sonido, Mecatrónica, Manufactura Automatizada y Seguridad Informática. Además cuenta con la Escuela de Idiomas y un Diplomado en Ciencia de Datos.
ITLA quedó formalmente constituido como una institución sin fines de lucro mediante el Decreto n.º 422-00, de fecha 15 de agosto de 2000, emitido por el entonces Presidente de la República Dr. Leonel Fernández, aunque la inauguración se llevó a cabo el 13 de agosto de ese año, considerándose esa la fecha de aniversario de la institución.
En la primera administración del gobierno del PLD 1996-2000, con el Dr.  Leonel Fernández como presidente, se dejó inaugurado el Instituto Tecnológico de Las Américas (ITLA). Durante esa primera gestión presidencial, se logró identificar la gran oportunidad que la República Dominicana tenía para insertarse en la llamada Sociedad de la Información y del Conocimiento.
Actualmente, la institución es dirigida por el Lic. Rafael Féliz García, quien fue designado como rector de la institución por el presidente Luis Abinader. Anteriormente, Féliz García se desempeñó como ministro de la Juventud en el primer cuatrenio del mandatario.